# Rebel in Paradise
Rebel in Paradise ist ein US-amerikanischer Dokumentarfilm von Ralph Luce aus dem Jahr 1960.

## Handlung
Der in Farbe gedrehte Dokumentarfilm behandelt das Leben des Künstlers Paul Gauguin, der seine letzten Lebensjahre überwiegend auf Tahiti verbrachte. Gezeigt wird vor allem der Einfluss der Insel auf Gauguin und sein Werk. Zu Beginn werden Fotografien Gauguins und seiner Familie aus der Zeit vor seinem ersten Aufenthalt in Polynesien ab 1891 gezeigt. Danach werden erste Gemälde und zwei Holzschnitzereien Gauguins präsentiert, die während seines Aufenthaltes in der Südsee entstanden. Daneben zeigt der Film die Örtlichkeiten und Bevölkerung Tahitis, untermalt von tahitianischer Musik. So wechseln sich die Fotos der Gemälde immer wieder mit den Entstehungsorten der Kunstwerke ab.

## Produktion
Der Film wurde von einer Gruppe Filmschaffender aus San Francisco produziert. Der Produzent Robert D. Fraser war hauptberuflich als Immobilien-Projektentwickler und zuvor in zahlreichen anderen Berufen tätig und hatte in den 1950er Jahren für einige Jahre auf Tahiti gelebt, wo er bereits kleinere Filmprojekte umgesetzt haben soll. Das Drehbuch schrieb Robert Russell auf Basis der Autobiografie Gauguins.
Über einen Zeitraum von zweieinhalb Jahren recherchierte und fotografierte die Filmcrew etwa 50 Bilder Gauguins. Luce reiste dafür unter anderem nach Deutschland und Brasilien. Für authentische Aufnahmen von Tahiti besuchte Luce zweimal die Insel im Südpazifik. Der Schnitt des Films erfolgte im Studio Sixteen in San Francisco.

## Veröffentlichung
Der Film wurde im Herbst des Jahres 1960 in einer Sneak-Preview in einem US-Kino gezeigt, wodurch er sich für den Oscar qualifizieren konnte. Ende Februar 1961 kam es zu einer weiteren Aufführung im Sheraton-Hotel San Francisco vor geladenen Gästen. Nach seiner Oscar-Nominierung wurden landesweite Aufführungen angekündigt.

## Rezeption
In seinem Artikel für den San Francisco Examiner vom 6. März 1961 nannte der Journalist Stanley Eichelbaum Rebel in Paradise einen „wunderschönen und einzigartig faszinierenden“ Dokumentarfilm, der „sehr direkt und authentisch“ von Gauguins tragischem Leben erzähle. Robert Russells Drehbuch lobte Eichelbaum als „sehr intelligent“, die Aufnahmen Tahitis seien „atemberaubend“ und die musikalische Untermalung des Films „attraktiv“. Auch wenn der Film den Oscar nicht gewinnen sollte, so werde er dennoch sicher für Jahre hinaus „genossen und diskutiert“ werden.

## Auszeichnungen
- 1961: Oscar-Nominierung für den Besten Dokumentarfilm[3]